# Maratona aquática nos Jogos Sul-Americanos de 2022
As competições de maratona aquática nos Jogos Sul-Americanos de 2022 em Assunção, Paraguai, foram realizadas em 11 de outubro de 2022 na Playa San José de Encarnación.

## Resumo de medalhas

### Quadro de medalhas
*   país anfitrião (PAR Paraguai)
| Pos.               | País               | Ouro | Prata | Bronze | Total |
| ------------------ | ------------------ | ---- | ----- | ------ | ----- |
| 1                  | BRA Brasil         | 1    | 1     | 0      | 2     |
| 2                  | COL Colômbia       | 1    | 0     | 0      | 1     |
| 3                  | ECU Equador        | 0    | 1     | 0      | 1     |
| 4                  | ARG Argentina      | 0    | 0     | 2      | 2     |
| Total (4 entradas) | Total (4 entradas) | 2    | 2     | 2      | 6     |

### Medalhistas
| Evento          | Ouro                         | Ouro       | Prata                        | Prata      | Bronze                         | Bronze     |
| --------------- | ---------------------------- | ---------- | ---------------------------- | ---------- | ------------------------------ | ---------- |
| 10 km masculino | Juan Morales COL Colômbia    | 1:52:32.00 | Esteban Enderica ECU Equador | 1:52:33.00 | Franco Cassini ARG Argentina   | 1:52:34.00 |
| 10 km feminino  | Ana Marcela Cunha BRA Brasil | 1:59:50.00 | Viviane Jungblut BRA Brasil  | 1:59:51.00 | Cecilia Biagioli ARG Argentina | 1:59:52.00 |

## Participação
Doze nações participaram das provas de natação em águas abertas dos Jogos Sul-Americanos de 2022.
- ARG Argentina
- ARU Aruba
- BOL Bolívia
- BRA Brasil
- CHI Chile
- COL Colômbia
- CUR Curaçau
- ECU Equador
- PAR Paraguai
- PER Peru
- URU Uruguai
- VEN Venezuela